# 岩崎純三
岩崎 純三（岩﨑 純三、いわさき じゅんぞう、1924年（大正13年）5月5日 - 2004年（平成16年）7月10日）は、日本の政治家。位階は正三位、勲等は勲一等。栃木県真岡市長、参議院議員（自由民主党所属）、総務庁長官を歴任した。栃木県出身。日本大学法文学部政治経済学科卒業。

## 経歴
1951年、真岡町（現・真岡市）議会議員に当選。1958年の第28回衆議院議員総選挙と1960年の第29回衆議院議員総選挙では栃木2区から自由民主党公認で立候補したが落選した。1962年に栃木県真岡市長に当選。当時、38歳の全国最年少市長だった。1977年まで4期15年務めた。その間、工業団地の造成、神戸製鋼の誘致などに努め、地元発展の基礎を作った。後、1977年の第11回参議院議員通常選挙に栃木県選挙区から自民党公認で立候補、この選挙は保守乱立となったが、自民党栃木県連会長の森山欽司が事務長、船田中が後援会長を務め、初当選を果たした。その後連続当選4回。自民党内では三木武夫→河本敏夫派に属した。1991年宮澤内閣の総務庁長官として初入閣する。
2001年4月の春の叙勲で勲一等に叙され、旭日大綬章を受章する。同年の参院選には立候補せず、政界から引退した。
2004年7月10日、死去した。80歳没。死没日付をもって正三位に叙された。